# David Ruiz (labdarúgó, 2004)
David Ruiz (Miami, 2004. február 8. –) hondurasi válogatott labdarúgó, az amerikai Inter Miami középpályása.

## Pályafutása

### Klubcsapatokban
Ruiz a Florida állambeli Miami városában született. Az ifjúsági pályafutását a helyi Inter Miami akadémiájánál kezdte.
2023-ban mutatkozott be az Inter Miami észak-amerikai első osztályban szereplő felnőtt keretében. Először a 2023. március 26-ai, Chicago Fire ellen 3–2-re elvesztett mérkőzés 82. percében, Rodolfo Pizarro cseréjeként lépett pályára. Első gólját 2023. május 14-én, a New England Revolution ellen hazai pályán 2–1-es győzelemmel zárult találkozón szerezte meg.

### A válogatottban
Ruiz az U20-as és az U23-as korosztályú válogatottakban képviselte Hondurast. 2023-ban mutatkozott be a felnőtt válogatottban Grenada ellen, majd 2024. június 9-én, Bermuda ellen megszerezte első gólját is.

## Statisztikák

### A válogatottban
| Válogatott | Év       | Pályára lépés | Gól |
| ---------- | -------- | ------------- | --- |
| Honduras   | 2023     | 1             | 0   |
| Honduras   | 2024     | 6             | 3   |
| Összesen   | Összesen | 7             | 3   |

#### Góljai a válogatottban
| # | Időpont              | Helyszín                                              | Ellenfél           | Gólok | Eredmény | Kiírás                                |
| - | -------------------- | ----------------------------------------------------- | ------------------ | ----- | -------- | ------------------------------------- |
| 1 | 2024. június 9.      | Nemzeti Stadion, Devonshire Parish, Bermuda           | Bermuda            | 2–1   | 6–1      | 2026-os VB-selejtező                  |
| 2 | 2024. szeptember 6.  | Estadio Nacional Chelato Uclés, Tegucigalpa, Honduras | Trinidad és Tobago | 4–0   | 4–0      | 2024–2025-ös CONCACAF Nemzetek Ligája |
| 3 | 2024. szeptember 10. | Estadio Nacional Chelato Uclés, Tegucigalpa, Honduras | Jamaica            | 1–1   | 1–2      | 2024–2025-ös CONCACAF Nemzetek Ligája |

## Sikerei, díjai
Inter Miami
- US Open Cup
  - Döntős (1): 2023

- Leagues Cup
  - Győztes (1): 2023